# 城西街道 (淄博市)
城西街道，是中华人民共和国山東省淄博市博山区下辖的一个乡镇级行政单位。

## 行政区划
城西街道下辖以下地区：
税务街社区、西冶街社区、双山社区、新坦社区、凤凰园社区、龙泽园社区、白虎山社区、李家窑社区、柳杭社区、大辛社区、太平社区、吉光社区、一勘社区、大成社区和山泉社区。